# Монастириська тютюнова фабрика

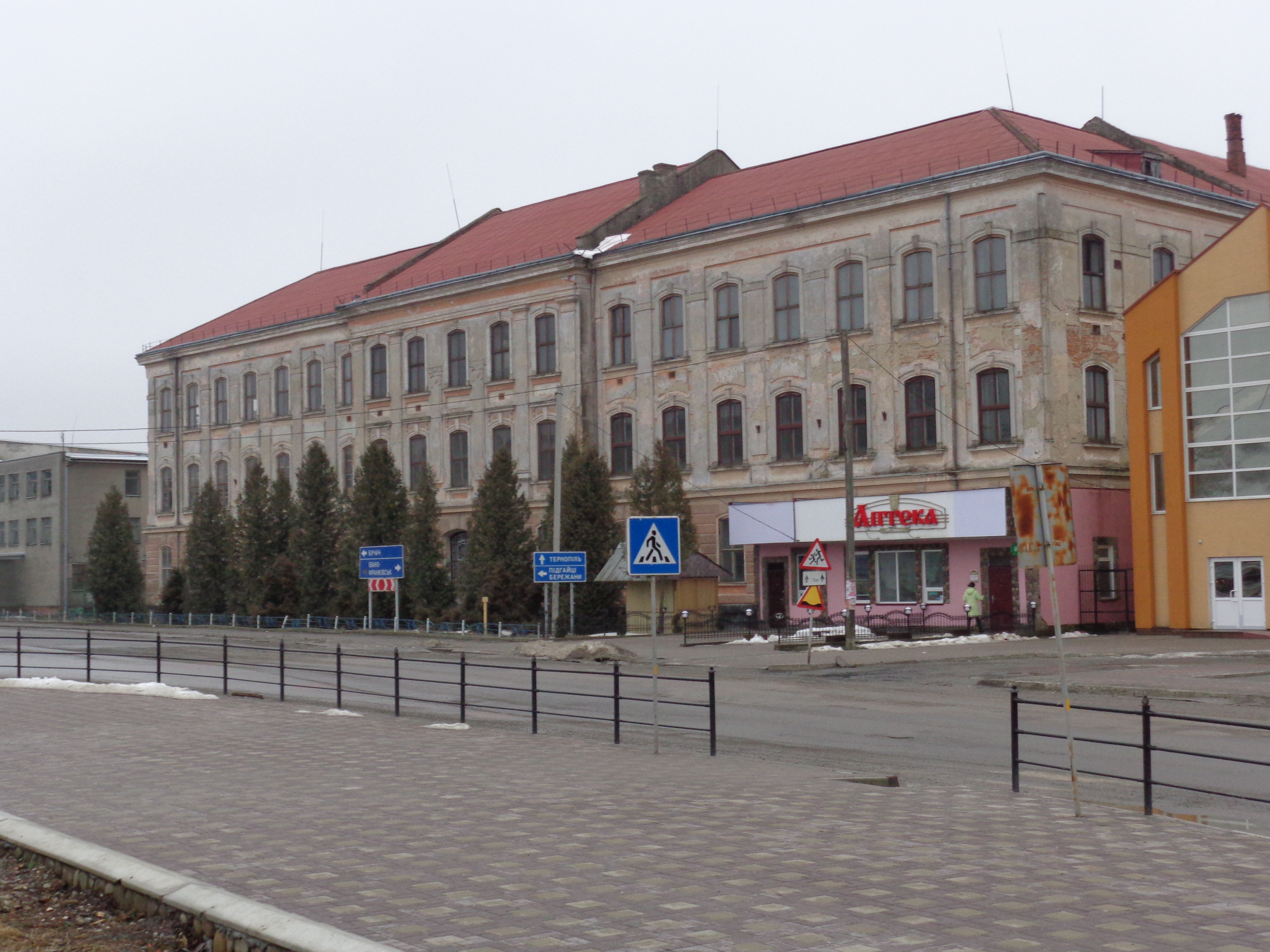
Одне із приміщень тютюнової фабрики (2014)

«Монасти́риська тютюно́ва фа́брика» — тютюнова фабрика в Монастириськах. Виробництво продукції зупинено.

## Історія

### Австрійський період

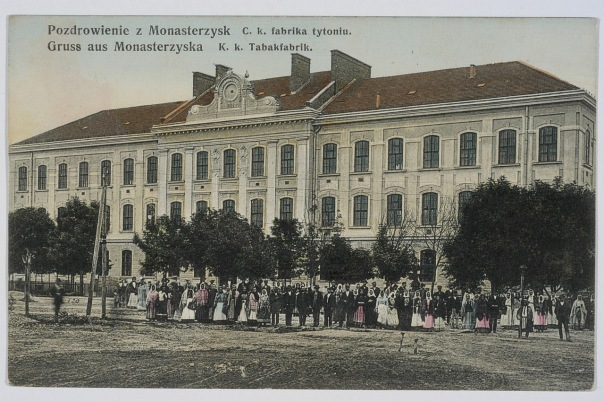
Тютюнова фабрика наприкінці ХІХ — початку ХХ століття.

Монастириська тютюнова фабрика заснована у 1797 році італійським шляхтичем Карлом Бако де Гетте, хоча є джерела, у яких вказано, що фабрика існувала до введення державної монополії на виробництво сигарет. У 1812 році фабрику перенесено з Монастириськ до Снятина, проте у 1849-50-х роках її було відновлено (через зростання попиту на сигари). Плантатори продавали фабриці сировину через посередників, які брали за це певні кошти, тому це було економічно невигідно селянам. Було вирішено, що плантатори особисто доставляють тютюн. В 1897 році засновано Інститут для нагляду за вирощуванням тютюну. Впроваджено винагороди за найкращу сировину.
До 1873 року робітники були зобов'язані працювати 12 годин на добу (72 год. тижнево), згодом робочий день був скорочений до 9 годин на день, в суботу — до полудня. У 1880-1890-х р. працювали 38 чоловіків, 32 жінки (денні робітники), 369 жінок, 35 дітей (від штуки). Заробітна плата становила від 36 до 44 крейцерів на день. Із розвитком фабрики покращувалися умови роботи працівників. Ті, хто мешкали далеко, мали змогу за низьку ціну харчуватись у кухні або розігріти принесену з собою їжу. При фабриці була купальня і сприскувачі. Від 1901 року була бібліотека з українськими та польськими книжками. Для робітників, що відпрацювали на фабриці 15 років і внаслідок старості чи непрацездатності залишили роботу, з 1805 року декретом була затверджена допомога у розмірі 8-10 крейцерів на день. В 1835 році цю допомогу об'єднано разом із забезпеченням на старість. Ця реформа діяла до 1891 року, починаючи з 1892 р., введено правне забезпечення для робітників із 15-річним стажем та непрацездатних. З 1910 року цим забезпеченням були наділені вдови та сироти. Перед Першою світовою війною на фабриці працювало 1114 осіб, у тому числі 229 чоловіків та 885 жінок із платнею від 11.40 до 28.50 крони Австро-Угорщини на тиждень. Хоча керівництво фабрики було спольщене (чехи, німці) чи польське, проте воно не було шовіністично налаштоване.

### Польський період
За цих часів українці потерпали від польського шовінізму. Зокрема, вимагали переходити на латинський обряд, підслуховували розмови, вимагали розмовляти польською, слідкували, що читають, про що розмовляють працівники-українці. Для українців фабрика стала зморою і прокляттям.

### Період незалежності України
Наразі підприємтво не працює.